# 2020年巧家地震
2020年巧家地震是指2020年5月18日晚間21時47分發生的地震，震央位於中國雲南省昭通市巧家縣境內。該次地震震级為Ms 5.0、MW 5.2，震源深度約為8千米。造成4人死亡和28人受傷。

## 參數觀測
根據中国地震台網測定，該次地震發生於中國雲南省昭通市巧家縣（北纬27.18度，东经103.16度），震级為Ms 5.0，震源深度約為8千米。地震震央距巧家縣38公里、距昭通市58公里、距昆明市242公里。
另外根據美國地質調查局測定的震級則為MW 5.2，同時該機構還測定該次地震震央為北緯27.296度，東經103.281度，震源深度約為10.0千米，最大烈度为7(VII)度。

## 機構響應
地震發生後，雲南省消防救援總隊啟動地震應急救援預案，巧家消防救援大隊調派2車13人趕赴救援，昭通市消防救援支隊13車85人7犬趕赴增援。雲南省消防救援總隊全勤指揮部5車20人在總隊機關集結待命。昭通市消防救援支隊立即出動全勤指揮部、特勤消防站、搜救犬分队及昭陽、巧家消防站共91名指戰員19車4犬前往震央巧家縣小河鎮展開災害搜救。昭通市第一人民醫院、魯甸縣人民武裝部也派出救援隊伍趕赴災區。23時30分，昭通市委書記杨亞林，市委副書記、市長郭大進等人於昭通市地震應急指揮中心舉行會議，啟動地震應急預案三級響應，成立現場應急指揮部。同時間雲南省地震局召開發布會，啟動四级應急響應，成立局應急指揮中心，派出由副局长帶隊的第一批現場工作隊員24人，攜帶相關儀器設備，展開現場震情監視工作，並協助當地政府開展地震應急處置工作。隔日早上6時，由昭通市副市長蘇建宏在小河鎮召開指揮部會議，將救援力量750餘人分組工作，當日雲南省副省長和良輝、昭通市委書記楊亞林也前往災區看望慰問災區群眾。
中國長江三峽集團捐赠500萬元人民幣支持抗震救災工作，巧家移民產業投資開發有限公司捐贈物資大米2噸、食用油200桶。

## 震害情况
巧家地震共計造成4人喪生，其中巧家縣新店鎮、魯甸縣各有一名男子被落石擊中導致死亡，巧家縣小河鎮埡口村一棟房屋倒塌造成兩人死亡。